# Isachne saxicola
Isachne saxicola är en gräsart som först beskrevs av Henry Nicholas Ridley, och fick sitt nu gällande namn av Henry Nicholas Ridley. Isachne saxicola ingår i släktet Isachne och familjen gräs. Inga underarter finns listade i Catalogue of Life.